# Туристичка организација општине Медвеђа
| Туристичка организација општине Медвеђа |                                |
|                                         |                                |
| Оснивач:                                | Општина Медвеђа                |
| Седиште:                                | Ђуре Јакшића 4а Медвеђа Србија |
| Директор:                               | Мијајло Минић                  |
| Веб презентација                        |                                |

Туристичка организација општине Медвеђа је једна од јавних установа општине Медвеђа, основана је 1. јуна 2007. године као носилац развоја, промоције и унапређења туризма.
Званично седиште Туристичке организације општине Медвеђа је у Сијаринској Бањи, улица Краља Милана бб, где се налази Туристичко информативни центар, а радне просторије и Управа налазе се и у Медвеђи, у улици Ђуре Јакшића 4а.

## Делатности
Туристичка организација се бави:
- израдом програма развоја туризма и одговарајућих планских аката за туристичка места на територији општине.
- унапређењем општих услова боравка у општини Медвеђа, као и унапређењем туристичке привреде, а све у циљу стварања атрактивног туристичког амбијента.
- усмеравањем и координацијом активности носилаца туристичке понуде као и подстицајем изградње и развоја туристичке инфраструктуре, спортско-рекреативних и других садржаја.
- организовањем туристичко-информативне пропагандне делатности на територији општине, а све у циљу презентације и промоције туристичких вредности.
- валоризацијом, очувањем и заштитом туристичких вредности, тј. природних и антропогених мотива јабланичког краја.

Такође, организација се бави организацијом излета, обилазака културно-историјских споменика, објеката и локалитета, обилазака територије у пратњи локалних водича, заказивањем и најавом посета, организацијом културних и спортских манифестација. Организује конгресе и научне скупове, семинаре, бави се подизањем туристичке културе становништва овог подручја, припремама за препознатљиви бренд са овог подручја, организује разне промоције, приредбе, пласирамо производе са етно обележјима овог подручја, даје информације и друге непоменуте услуге.

## Манифестације
- Вече усмене традиције Медвеђе[2]
- Туцијада
- Први глас Медвеђе[3]
- Карневал најмлађих, младих и увек младих[4]
- Косидба на Маровцу[5]
- Гејзерске ноћи[6]
- Под сач
- Џипијада
- Радничке спортске игре